# Hornowo (obwód brzeski)
Hornowo (biał. Горнава; ros. Горново) – wieś na Białorusi, w obwodzie brzeskim, w rejonie pińskim, w sielsowiecie Pleszczyce.
Znajduje się tu zbiornik retencyjny o tej samej nazwie.

## Historia
W dwudziestoleciu międzywojennym leżało w Polsce, w województwie poleskim, w powiecie pińskim. Po II wojnie światowej w granicach Związku Sowieckiego. Od 1991 w niepodległej Białorusi.

## Bibliografia

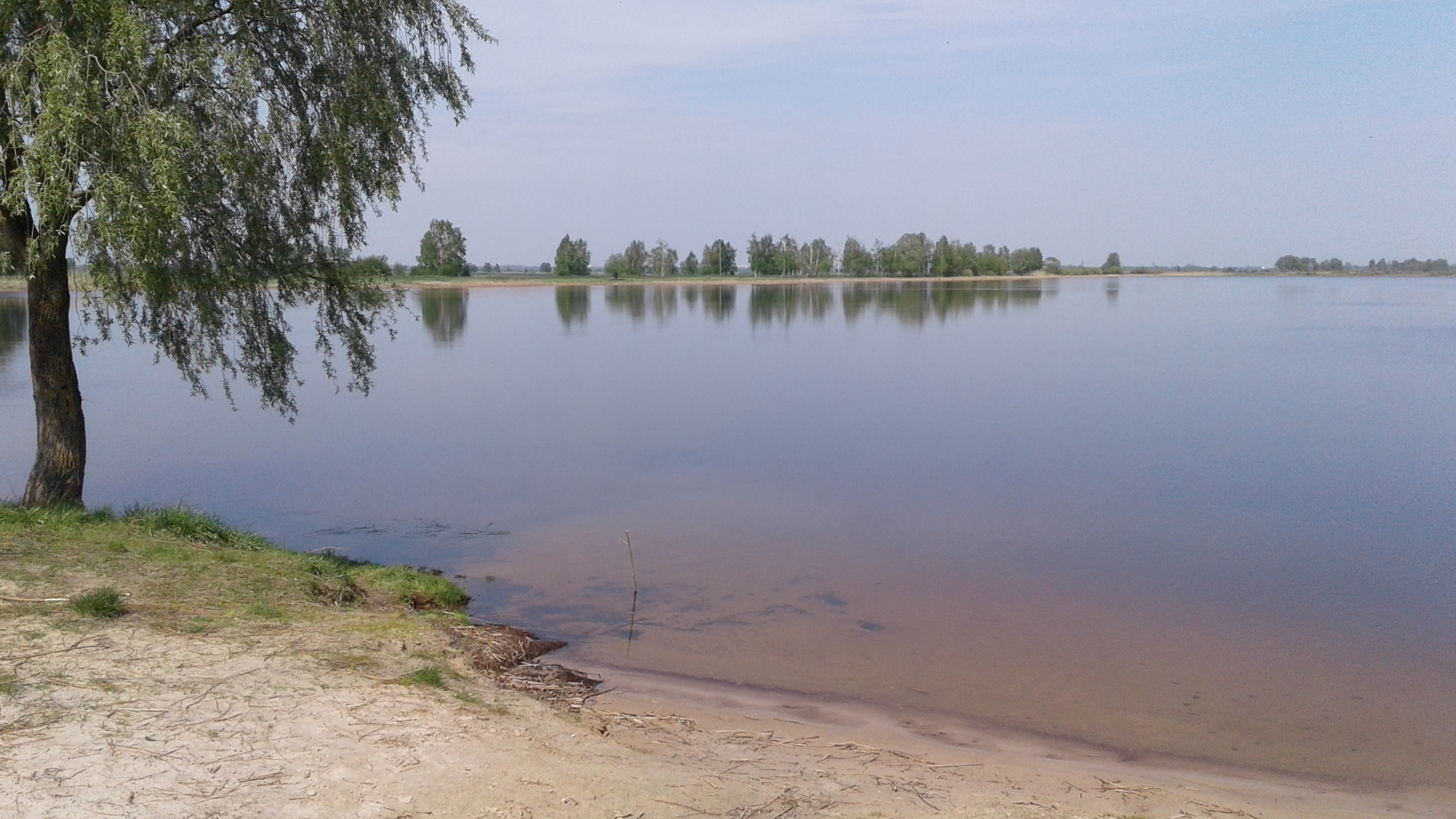
Zbiornik retencyjny Hornowo